# 모토시타다촌
모토시타다촌(本下田村)은 니가타현 미나미칸바라군에 설치되었던 촌이다.